# Jaminy

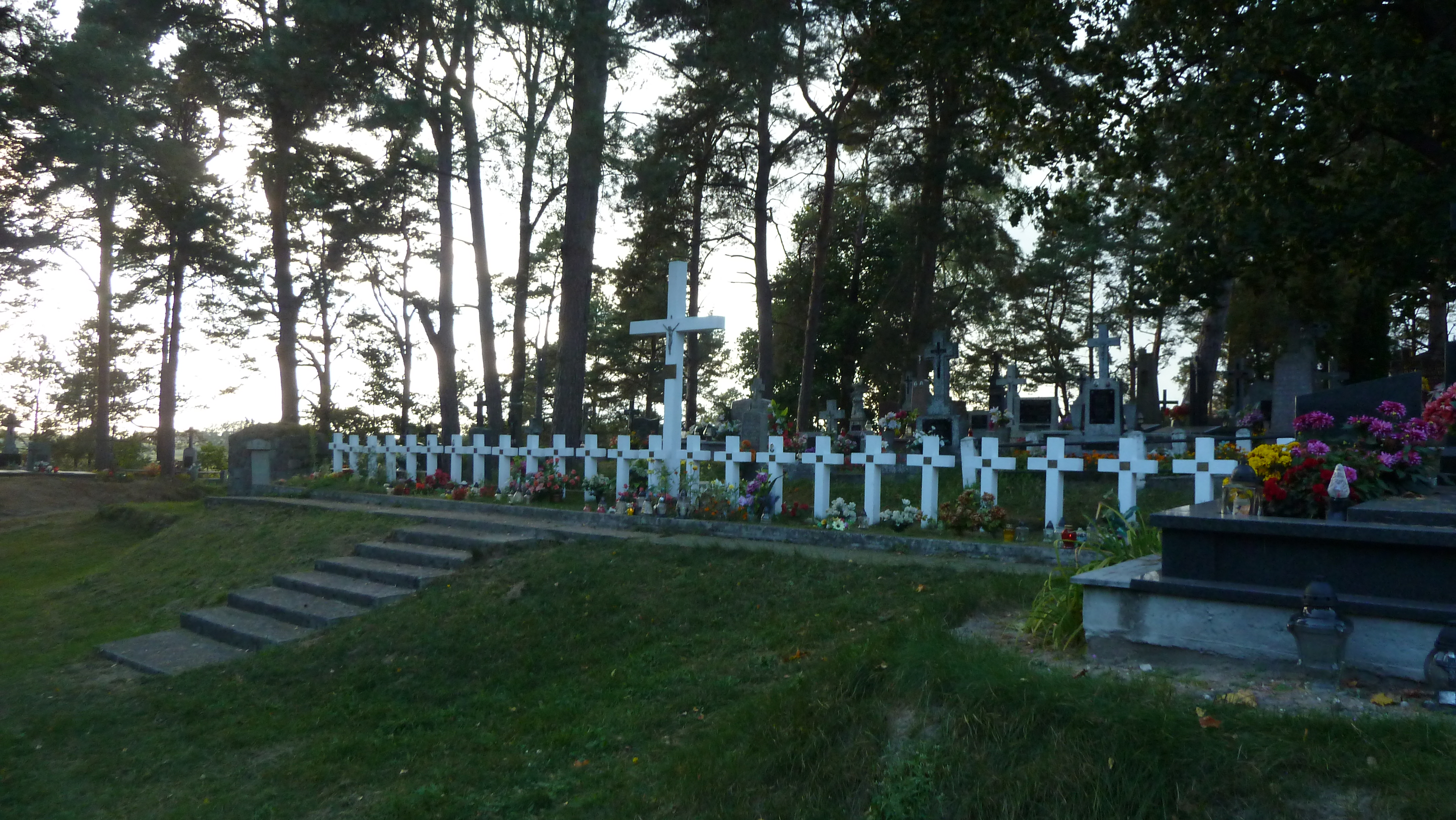
Mogiły rozstrzelanych mieszkańców wsi

Jaminy (lit. Jominai) – wieś w Polsce położona w województwie podlaskim, w powiecie augustowskim, w gminie Sztabin. Leży na skraju Biebrzańskiego Parku Narodowego. Około 200 mieszkańców (2006).
Wieś królewska ekonomii grodzieńskiej położona była w końcu XVIII wieku w powiecie grodzieńskim województwa trockiego. Do 1954 roku miejscowość była siedzibą gminy Dębowo, następnie, aż do 1972 r., należała i była siedzibą gromady Jaminy. W latach 1975–1998 miejscowość położona była w województwie suwalskim.
We wsi ma siedzibę Jamiński Zespół Indeksacyjny, którego celem jest odczytanie, przepisanie i zindeksowanie w dostępnej formie najstarszych zasobów metrykalnych parafii okolic Jaminy

## Historia
Pierwsze wzmianki o miejscowości pochodzą z XVII w. Nad rzeczką Jaminą powstała rudnia, prowadzona przez Stanisława Reszkę. W 1703 roku Rudę i Puszczę Jaminy przejął miecznik litewski i generał artylerii Kazimierz Sienicki. Bezprawnie pozabierał okolicznym osadnikom łąki i pozakładał nowe wsie (Mogilnice, Czarniewo, Lipowo, Wrotki). Rozbudował też osadę Jaminy, niszczejącą rudnię przekształcił w młyn wodny a obok wystawił dwór. W 1707 roku podczas wojny północnej Kazimierz Sienicki trafił do niewoli rosyjskiej, a w 1711 roku zmarł na Syberii. Po jego śmierci dzierżawę ziem przejął Kasper Dewicz, który kontynuował akcję osadniczą na tych terenach. W 1713 roku posesorem wsi leżących na terenie Puszczy Jaminy został wojewoda mścisławski Jerzy Stanisław Sapieha (zm. 1732) i wdowa po nim – Teodora z Sołtanowa. W 1755 roku Teodora Sapieha wystawiła w Jaminach na piaszczystym pagórku drewniany kościół parafialny pw. św. Mateusza, który spłonął w 1789 roku. Rok później parafianie zbudowali tymczasową kaplicę. W 1793 Król Stanisław August Poniatowski nadał parafii grunt i nakazał budowę nowej świątyni. Zanim jednak do tego doszło, nastąpiły rozbiory, a budulec przeznaczono na budowę kościoła w Suchowoli. Obecny kościół drewniany z 1780 roku został przeniesiony z Augustowa w 1845 roku. Przy kościele jest krzyż upamiętniający rozstrzelanie przez Niemców 22 czerwca 1944 roku 24 mieszkańców wsi za zabicie niemieckiego żandarma.

## Zamordowani mieszkańcy wsi

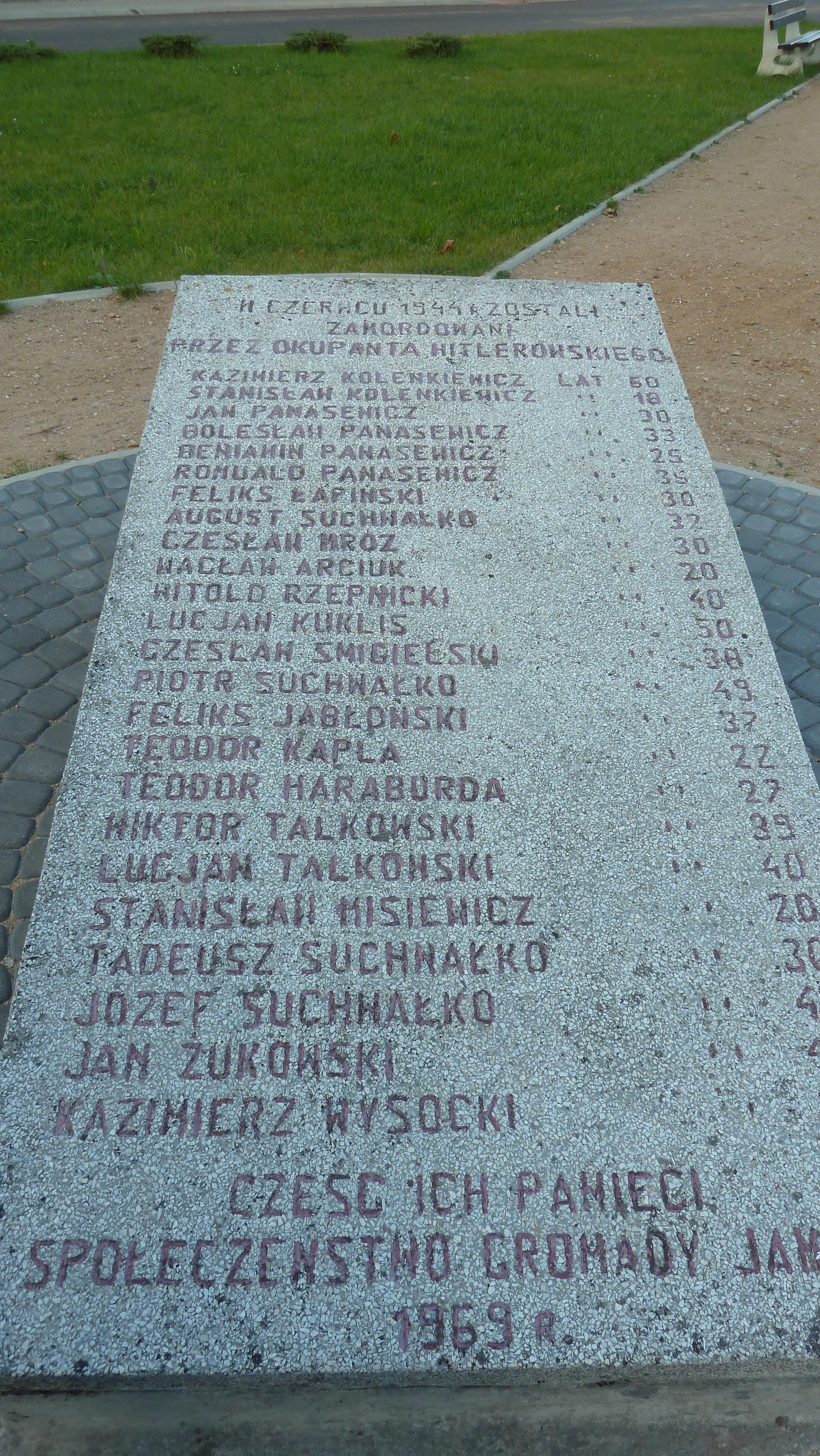
Pomnik ku pamięci mieszkańców wsi rozstrzelanych 22 czerwca 1944 roku

22 czerwca 1944 roku 24 mieszkańców wsi zostało rozstrzelanych w odwecie za zabicie niemieckiego żandarma. Miejscem egzekucji jest lasek koło Jamin (Ług przy polu Nowinka). Po ekshumacji przeniesieni zostali na cmentarz parafialny w Jaminach, gdzie stoi pamiątkowy krzyż. Na placu w centrum wsi znajduje się pamiątkowy pomnik z nazwiskami wszystkich zamordowanych osób postawiony w 1969 roku.

### Lista zamordowanych osób (w nawiasie podano wiek)
- Kazimierz Kolenkiewicz (50)
- Stanisław Kolenkiewicz (18)
- Jan Panasewicz (30)
- Bolesław Panasewicz (33)
- Beniamin Panasewicz (25)
- Romuald Panasewicz (35)
- Feliks Łapiński (30)
- August Suchwałko (32)
- Czesław Mróz (30)
- Wacław Arciuk (20)
- Witold Rzepnicki (40)
- Lucjan Kuklis (50)
- Czesław Śmigielski (38)
- Piotr Suchwałko (49)
- Feliks Jabłoński (37)
- Teodor Kapla (22)
- Teodor Haraburda (27)
- Wiktor Talkowski (35)
- Lucjan Talkowski (40)
- Stanisław Misiewicz (20)
- Tadeusz Suchwałko (30)
- Jan Żukowski
- Kazimierz Wysocki

## Zabytki
We wsi znajdują się ciekawe świronki (zabytkowe spichlerze z podcieniami). Na cmentarzu żeliwne pomniki i krzyże wytapianie niegdyś w Hucie Sztabińskiej. W okolicy zachowały się również kapliczki drewniane o konstrukcji zrębowej z XIX w.
- zespół kościoła parafialnego, nr rej.:36 z 23.05.1979
  - drewniany kościół pod wezwaniem św. Mateusza, 1780, przeniesiony z Augustowa w 1849[9], nr rej.230 z 24.10.1966
  - 2 kaplice, 1881
  - ogrodzenie z bramami, 4 ćw. XIX
  - rzymskokatolicki cmentarz parafialny, XIX-XX, nr rej.:A-873 z 18.11.1991
- drewniana plebania, obecnie dom nr 16, 1831, nr rej.:A-148 z 6.12.2005
- drewniana stodoła plebańska, 1860, nr rej.:A-148 z 6.12.2005[10].

## Inne
- Biebrzański Park Narodowy